# Рада у справах релігійних культів
Ра́да у спра́вах релігі́йних ку́льтів (рос. Совет по делам религиозных культов) — рада, що діяла в СРСР при Раді Міністрів СРСР для нагляду над здійсненням радянського законодавства про релігію і церкву.
Уповноважені Ради контролювали всю діяльність релігійних об'єднань, включно з особистими справами ієрархії і духовенства, себто мали значно ширщі компетенції, ніж оберпрокурор Святійшого Синоду в Російській імперії. Рада мала своїх уповноважених в поодиноких республіках і областях.
Рада була створена 1966 року в результаті злиття двох окремих рад: Ради для Російської Православної Церкви (діяла з 1943) і Ради для справ релігійних культів, що з 1944 наглядала за іншими релігійними об'єднаннями. В Українській РСР діяли місцеві (республіканські) осередки Рад.

## Уповноважені Ради в справах (Руської) Православної Церкви при РМ СРСР по Українській РСР
- 1944—1950 — Ходченко Павло Семенович
- 1950 — в.о. Катунін Г.
- 1950—1958 — Корчевой Григорій А.
- 1958—1964 — Пінчук Григорій Павлович

## Уповноважені Ради в справах релігійних культів при РМ СРСР по Українській РСР
- 3.02.1945—8.07.1959 — Вільховий Петро Якимович
- 1959—1962 — Полонник Костянтин Феодосійович
- 1963—1966 — Литвин Костянтин Захарович

## Уповноважені Ради в справах релігій при РМ СРСР по Українській РСР
- 1966—1974 — Литвин Костянтин Захарович

## Голови Ради в справах релігій(релігійних культів) при РМ Української РСР
- 1.11.1974—1979 — Литвин Костянтин Захарович
- 198.6—1991 — Колесник Микола Панасович